# راي ماثيو
راي ماثيو (بالإنجليزية: Ray Mathew)‏ هو كاتب أسترالي، ولد في 1929، وتوفي في 2002.